# Moiron
Moiron ist eine französische Gemeinde mit 133 Einwohnern (Stand 1. Januar 2022) im Département Jura in der Region Bourgogne-Franche-Comté. Sie gehört zum Arrondissement Lons-le-Saunier und zum Kanton Lons-le-Saunier-2.
Das Gemeindegebiet wird vom Flüsschen Sorne durchquert. Die Nachbargemeinden sind Montaigu im Norden, Vernantois im Osten, Bornay im Süden sowie Macornay im Westen.

## Bevölkerungsentwicklung
| Jahr                       | 1962 | 1968 | 1975 | 1982 | 1990 | 1999 | 2009 | 2017 |
| -------------------------- | ---- | ---- | ---- | ---- | ---- | ---- | ---- | ---- |
| Einwohner                  | 139  | 146  | 131  | 107  | 104  | 135  | 138  | 130  |
| Quellen: Cassini und INSEE |      |      |      |      |      |      |      |      |

## Wirtschaft
Moiron hat einen Anteil am Weinbaugebiet Côtes du Jura.